# Hot Chelle Rae
Hot Chelle Rae ist eine Pop-Rock-Band aus Nashville, Tennessee und besteht aus dem Frontsänger Ryan Follesé, dem Gitarristen Nash Overstreet, dem Bassisten Ian Keaggy und dem Schlagzeuger Jamie Follesé.

## Geschichte
Hot Chelle Rae begannen im Jahre 2005, mit einem Treffen mit dem Sänger und Songwriter Ryan (RK) Follese und dem Gitarrist Nash Overstreet. Die Band begann unsigniert mit dem Namen Miracle Drug, änderte den Namen aber später in Hot Chelle Rae. Der Name kommt von Chelle Rae, einem MySpace-Fan, die sich als Model ausgab und der Band mit ihren angeblichen Beziehungen zur Musikindustrie helfen wollte, bis sich herausstellte, dass sie weder Model war noch Beziehungen zur Musikindustrie hatte. Overstreet ist der Sohn von Country-Musik-Singer-Songwriter Paul Overstreet und der Bruder des Schauspielers Chord Overstreet. The Follesés sind die Söhne von Country-Songwriter Keith Follesé und Keaggy ist der Sohn von Phil Keaggy.
Im Sommer 2007 spielte die Band als Vorgruppe bei einem ausverkauften Konzert für den Rapper Lil Jon. Einige Zeit später, ebenfalls in diesem Jahr, spielten sie eine Reihe von Veranstaltungen bei South by Southwest, einem Musik-Festival in Austin/Texas (USA), und gingen daraufhin auf Tour mit der Band Vedera. Sie spielten ebenfalls als Vorband für Taylor Swift auf ihrer Welttournee 'Speak Now'.
Im Oktober 2008 unterschrieb die Band bei Jive Records einen Vertrag und begann die Arbeit an ihrem ersten Album, Lovesick Electric.
Am 29. Januar 2012 spielte Hot Chelle Rae beim Pro Bowl auf Hawaii ihre Single I like it like that. Dies dürfte ihr bisher meistgesehener Auftritt sein, im nur teils besetzten Aloha Stadion befanden sich 48.423 Zuschauer, sowie Millionen vor den Fernsehbildschirmen auf der ganzen Welt.

## Diskografie

### Studioalben
| Jahr | Titel    | Höchstplatzierung, Gesamtwochen, AuszeichnungChartsChartplatzierungen (Jahr, Titel, Platzierungen, Wochen, Auszeichnungen, Anmerkungen) | Anmerkungen                             |
| Jahr | Titel    | US | Anmerkungen                             |
| ---- | -------- | --- | --------------------------------------- |
| 2011 | Whatever | US48 (9 Wo.)US | Erstveröffentlichung: 29. November 2011 |

Weitere Alben
- 2009: Lovestick Electric
- 2011: Tonight Tonight EP
- 2014: Recklessly

### Singles
| Jahr | Titel Album                  | Höchstplatzierung, Gesamtwochen, AuszeichnungChartplatzierungen (Jahr, Titel, Album, Platzierungen, Wochen, Auszeichnungen, Anmerkungen) | Höchstplatzierung, Gesamtwochen, AuszeichnungChartplatzierungen (Jahr, Titel, Album, Platzierungen, Wochen, Auszeichnungen, Anmerkungen) | Anmerkungen                                          |
| Jahr | Titel Album                  | UK | US | Anmerkungen                                          |
| ---- | ---------------------------- | --- | --- | ---------------------------------------------------- |
| 2011 | Tonight Tonight Whatever     | UK— SilberUK | US7 ×2Doppelplatin · (30 Wo.)US | Erstveröffentlichung: 15. März 2011                  |
| 2011 | I Like It Like That Whatever | — | US28 Platin · (20 Wo.)US | Erstveröffentlichung: 4. Oktober 2011 feat. New Boyz |

Weitere Singles
- 2009: I Like to Dance
- 2010: Bleed
- 2012: Honestly
- 2012: Jingle Bell Rock
- 2013: Hung up
- 2013: Recklessly
- 2014: Don’t Say Goodnight

## Auszeichnungen für Musikverkäufe
| Goldene Schallplatte - Schweden - 2012: für die Single Tonight Tonight Platin-Schallplatte - Neuseeland - 2022: für das Album Whatever | 2× Platin-Schallplatte - Australien - 2012: für die Single I Like It Like That 3× Platin-Schallplatte - Australien - 2012: für die Single Tonight Tonight |

Anmerkung: Auszeichnungen in Ländern aus den Charttabellen bzw. Chartboxen sind in ebendiesen zu finden.
| Land/RegionAuszeichnungen für Musikverkäufe (Land/Region, Auszeichnungen, Verkäufe, Quellen) | Silber  | Gold  | Platin     | Verkäufe  | Quellen              |
| -------------------------------------------------------------------------------------------- | ------- | ----- | ---------- | --------- | -------------------- |
| Australien (ARIA)                                                                            | —       | —     | 5× Platin5 | 350.000   | aria.com.au          |
| Neuseeland (RMNZ)                                                                            | —       | —     | Platin1    | 15.000    | radioscope.co.nz     |
| Schweden (IFPI)                                                                              | —       | Gold1 | —          | 20.000    | sverigetopplistan.se |
| Vereinigte Staaten (RIAA)                                                                    | —       | —     | 3× Platin3 | 3.000.000 | riaa.com             |
| Vereinigtes Königreich (BPI)                                                                 | Silber1 | —     | —          | 200.000   | bpi.co.uk            |
| Insgesamt                                                                                    | Silber1 | Gold1 | 9× Platin9 |           |                      |